# Crank: High Voltage
Crank: High Voltage är en amerikansk action-thriller från 2009, regisserad av Mark Neveldine och Brian Taylor. Filmen är en uppföljare till Crank från 2006 som fortsätter där det slutade.

## Handling
Chev Chelios faller ner från en helikopter och landar på en bil men överlever mirakulöst. I samma stund blir han kidnappad av några okända gangstrar. Chev vaknar under en operation och han ser att några kinesiska kirurger tar ut hans biologiska hjärta och byter det mot ett konstgjort batteri som håller Chev vid liv. Chev flyr därifrån och tänker ta tillbaka sitt hjärta till varje pris. Chev lyckades att överleva förgiftningen från första filmen men ställs nu inför en mycket svårare utmaning. Han måste se till att den konstgjorda hjärtat får tillräckligt med elektricitet i sig, annars dör Chev.

## Rollista
| Jason Statham       | – Chev Chelios  |
| Amy Smart           | – Eve Lydon     |
| Efren Ramirez       | – Venus         |
| Dwight Yoakam       | – Doc Miles     |
| Reno Wilson         | – Orlando       |
| Clifton Collins Jr. | – El Huron      |
| Bai Ling            | – Ria           |
| Art Hsu             | – Johnny Vang   |
| David Carradine     | – Poon Dong     |
| Keone Young         | – Don Kim       |
| John de Lancie      | – Fish Halman   |
| Geri Halliwell      | – Karen Chelios |
| Billy Unger         | – Young Chev    |
| Corey Haim          | – Randy         |
| Jose Pablo Cantillo | – Ricky Verona  |
| Glenn Howerton      | – Doktor        |
| Lauren Holly        | – Psykiater     |

### Cameos
- Chester Bennington
- Jenna Haze
- Keith Jardine
- Maynard James Keenan
- Ron Jeremy
- Lloyd Kaufman
- Lexington Steele